# 上海城建职业学院
上海城建职业学院（英文：Shanghai Urban Construction Vocational College），是位于中华人民共和国上海市的一所公办普通高等高职院校，由原上海城市管理职业技术学院和上海建峰职业技术学院合并建立。学校是全国建设行业技能型紧缺人才培养培训基地、商务部对外援助培训基地。

## 校史沿革
学校前身是1956年创建的上海市业余土木建筑学院。2016年，原上海城市管理职业技术学院、原上海建峰职业技术学院合并组建上海城建职业学院。

## 现状

### 院系设置
学校设有11个教学单位：
- 土木与交通工程学院
- 建筑与环境艺术学院
- 建筑经济与管理学院
- 机电工程与信息学院
- 公共管理与服务学院
- 健康与社会关怀学院
- 经济贸易学院
- 国际交流学院
- 基础教学部
- 思政教研部
- 继续教育学院

### 学科专业
学校现开设47个专业，其中国家级重点专业1个，市级重点专业14个，市级教学团队17个，市级精品课程33门。
- 国家级重点专业：护理（老年）
- 上海市级重点专业：社会工作、劳动与社会保障、社区管理与服务、安全技术管理、食品营养与检测、文物修复与保护、物流管理、建筑工程技术、建筑经济管理、建筑工程技术、工程造价、环境艺术设计、园林技术、物业管理[4]

### 师生概况
学校现有教职工约700人，其中副高以上职称99人，上海市教学名师6人，上海市育才奖获得者22人。有全日制在校大学生近12000人。